# Clásico de La Chinita
El Clásico de La Chinita, es un juego de béisbol en honor a la Virgen de Chiquinquirá patrona del estado Zulia, que disputan las Águilas del Zulia cada 18 de noviembre en el  Estadio Luis Aparicio "El Grande" de la ciudad de Maracaibo, Venezuela.

## Historia
En la historia de la pelota profesional de Venezuela sólo se han lanzado un juego “Perfecto”. La historia se remonta al 18 de noviembre de 1933, cuando se enfrentaron los equipos Concordia y Pastora, en los Juegos Interligas que se disputaban en Caracas y Maracaibo. En la primera edición en honor a "La Chinita", el cubano Silvio Ruiz lanzó juego perfecto por los ganadores (Concordia).
En la temporada de 1969-70 hace su debut en la Liga Venezolana de Béisbol Profesional el equipo Águilas del Zulia, desde entonces la casa de los rapaces se viste de gala para recibir a miles de aficionados que llegan al Estadio Luis Aparicio "El Grande" de Maracaibo para disfrutar del juego de pelota que se realiza en honor a la Patrona de los zulianos. Por igual, ese día se da el Premio Luis Aparicio Montiel, el cual va para el jugador venezolano más destacado en la temporada de Grandes Ligas ese año. Dicho premio comenzó a darse en 2004, siendo el primer acreedor el lanzador Johán Santana, Minnesota Twins.
GANADORES DEL PREMIO LUIS APARICIO:
2004	Johan Santana, Minnesota Twins. 
2005	Miguel Cabrera, Detroit Tigers. 
2006	Johan Santana (2), Minnesota Twins. 
2007	Magglio Ordóñez, Detroit Tigers. 
2008	Francisco Rodríguez, Los Angeles Angels. 
2009	Félix Hernández, Seattle Mariners. 
2010	Carlos González, Colorado Rockies. 
2011	Miguel Cabrera (2), Detroit Tigers. 
2012	Miguel Cabrera (3), Detroit Tigers. 
2013	Miguel Cabrera (4), Detroit Tigers. 
2014	José Altuve, Houston Astros. 
2015	Miguel Cabrera (5), Detroit Tigers. 
2016	José Altuve (2), Houston Astros. 
2017	José Altuve (3), Houston Astros. 
2018	Ronald Acuña Jr., Atlanta Braves y 
	Jesús Aguilar, Milwaukee Brewers. 
2019	Eugenio Suárez, Cincinnati Reds. 
2020	Ronald Acuña Jr. (2), Atlanta Braves. 
2021	Salvador Pérez, Kansas City Royals. 
2022	Luis Arráez, Minnesota Twins y
	José Altuve (4), Houston Astros. 
2023	Ronald Acuña Jr.(3), Atlanta Braves.

## Hitos
- 1970. El lanzador Bart Jonson lanza completo sin permitir carreras.
- 1971. Mike Scott gana el primero de sus tres juegos de la Chinita consecutivos.
- 1974. Orlando Reyes conectó doble en la parte baja del octavo, para romper un empate a dos carreras contra La Guaira.
- 1976. Lamar Jonhson ligó de 5-3 con jonrón y tres empujadas.
- 1977. Leones del Caracas anotó 19 carreras y ligó 21 indiscutibles.
- 1979. Leonel Carrión guio el triunfo de Las Águilas al ligar de 4-2, con dos empujadas
- 1982. Baudilio Díaz empujó cuatro carreras y dio un cuadrangular en triunfo de Los Leones del Caracas 7 x 4.
- 1984. Las Águilas del Zulia fabricaron cuatro carreras en la octava entrada para derrotar al Magallanes 9x8.
- 1989. Osvaldo Olivares sale como emergente en el octavo capítulo y sonó triple que empujó tres de las cuatro carreras de Los Navegantes del Magallanes, quienes blanquearon a las Águilas cuatro por cero.
- 1990. Zulia se impuso 9x1 a Los Tiburones de La Guaira, para romper una seguidilla de cinco derrotas seguidas en el día de la Chinita. Cristóbal Colón empujó cinco de las nueve rayitas petroleras.
- 1992. Urbano Lugo lanzó ocho entradas y un tercio sin permitir carreras y tolerar tres inatrapables. Caracas ganó 4 x 1.
- 1993. Pedro Castellano empujó tres carreras en victoria de Las Águilas 6x3 ante Los Tigres de Aragua.
- 1994. Cristóbal Colón la sacó dos veces, empujó tres carreras y Eminson Soto remolcó otras dos con jonrón en triunfo de La Águilas sobre Magallanes 6 x 2. Géremi González ganó su primer juego de La Chinita.
- 1996. Eficaz labor de los relevistas. Guillermo Larreal, José Villa y Luis Lunar le dieron el triunfo a Pastora 6x 4.
- 1997. Las Águilas fabricarón nueve carreras en el octavo episodio y derrotaron a La Guaira 10 x 4. Alex Ramírez remolcó cuatro, mientras que Orlando Muñoz, Mark Lítlle y Jalal Leach fletarón dos carreras cada uno.
- 1999. Siete errores cometió la defensa zuliana y Pastora ganó 6 x 3.
- 2000. Géremi González ganó su segundo juego de La Chinita.
- 2004. Jean Carlos Bóscan disparó un cuadrangular con las bases llenas, empujó cinco carreras para guiar la victoria de Cardenales 16 por 3.
- 2009. Con rally de seis carreras en el primer inning, las Águilas se impusieron a Caribes 8 por 5. Carlos González brilló con su guante en el jardín central y con el bate se fue de 4-3, 2 CA, 2 2H.
- 2011. Ernesto Mejía dio doble en la baja del décimo capítulos para dejar en el terreno a los Bravos de Margarita. Los abridores del encuentro fueron los zulianos Yusmeiro Petit (Bravos) y Wilfredo Boscán (Águilas)
- 2012. Gerardo Parra dio jonrón  con uno en base (José Pirela)  en la parte baja del noveno capítulo contra Enrique González y las Águilas dejaron en el terreno a los Tiburones 9-7.
- 2013. Álex Cabrera disparó 3 Jonrones, remolcó cuatro y anotó tres para así conseguir la victoria de su equipo. A los 41 años en un estadio conocido por ser difícil para los bateadores.
- 2014. Aaron Alther recibió boleto con las bases llenas en la parte baja del undécimo episodio y Ali Castillo anotó la carrera del triunfo 5x4 ante Magallanes. El juego duró 5 horas y siete minutos, la entrada oficial fue de 19.161 personas.
- 2017. La lluvia provocó que por segunda vez en la historia, el tradicional Juego de la Chinita se jugara de noche, teniendo que esperar más de 6 horas.
- 2019: Ramón García permitió 2 imparables en 6 entradas, mientras Olmo Rosario ligo de 5-3 con jonrón 4 empujadas y Ángel Reyes remolcó 3 con doble en triunfo rapaz 10-3.
- 2021:Los rapaces fabricarón 6 carreras en el séptimo incluyendo Grand slam de Ángel Reyes para empatar la pizarra y en la baja de la novena sencillo de Osleivis Basabe remolcó a Yonathan Perlaza para dejar en el terreno a Tiburones 7x6. Hubo una asistencia de 4.007.
- 2023: El pitcher ganador del encuentro fue Carlos Betancourt (4-1) y Silvino Bracho sumó su segundo salvado. Hubo una asistencia de 4.990.

## Historial de encuentros
| #  | Dia      | Rival                     | Marcador | PG                  | PP                   | JS              | Marca |
| 1  | 18-11-69 | Tiburones de La Guaira    | 2-7      | Ed Jhonson          | Carlos Moreno        |                 | 1-0   |
| 2  | 18-11-70 | Leones del Caracas        | 0-1      | Bart Jhonson        | Andrés Barrios       |                 | 2-0   |
| 3  | 18-11-71 | Tigres de Aragua          | 4-9      | Mickey Scott        | Roberto Muñoz        |                 | 3-0   |
| 4  | 18-11-72 | Navegantes del Magallanes | 2-8      | Mickey Scott        | Bill Buttler         |                 | 4-0   |
| 5  | 18-11-73 | Cardenales de Lara        | 1-3      | Mickey Scott        | Craig Caskey         |                 | 5-0   |
| 6  | 18-11-74 | Tiburones de La Guaira    | 2-4      | Billy Moran         | Luis M Sanchez       |                 | 6-0   |
| 7  | 18-11-75 | Llaneros de Portuguesa    | 5-7      | Carlos Alfonzo      | Pablo Torrealba      |                 | 7-0   |
| 8  | 18-11-76 | Cardenales de Lara        | 1-10     | Greg Shanahan       | Dan Abraham          |                 | 8-0   |
| 9  | 18-11-77 | Leones del Caracas        | 19-2     | Cardell Camper      | José Alfaro          |                 | 8-1   |
| 10 | 18-11-78 | Tigres de Aragua          | 3-1      | Lester Straker      | Tom Brennan          | Gustavo Quiroz  | 8-2   |
| 11 | 18-11-79 | Navegantes del Magallanes | 3-5      | Gilberto Maracano   | Todd Heimer          |                 | 9-2   |
| 12 | 18-11-80 | Tiburones de La Guaira    | 2-6      | Porfirio Altamirano | Albert Williams      |                 | 10-2  |
| 13 | 18-11-81 | Cardenales de Lara        | 0-5      | Kelly Downs         | Juan Berenguer       |                 | 11-2  |
| 14 | 18-11-82 | Leones del Caracas        | 7- 4     | Bod Stoddard        | Rick Ramos           |                 | 11-3  |
| 15 | 18-11-83 | Tigres de Aragua          | 7-4      | Goman Heimuller     | Jay Davison          |                 | 11-4  |
| 16 | 18-11-84 | Navegantes del Magallanes | 8-9      | Robinson Garcés     | Jeff Zaske           | P. Altamirano   | 12-4  |
| 17 | 18-11-85 | Tiburones de La Guaira    | 7-3      | Mike Trujillo       | Drew Hall            |                 | 12-5  |
| 18 | 18-11-86 | Cardenales de Lara        | 6-5      | Luis Aponte         | Mark Bowden          |                 | 12-6  |
| 19 | 18-11-87 | Leones del Caracas        | 5-3      | Mike Schooler       | Wilson Álvarez       | Barry Jones     | 12-7  |
| 20 | 18-11-88 | Tigres de Aragua          | 4-3      | Luis Gonzalez       | Dean Wilkins         | Germán González | 12-8  |
| 21 | 18-11-89 | Navegantes del Magallanes | 4-0      | Argenis Conde       | Danilo León          | Benito Maláve   | 12-9  |
| 22 | 18-11-90 | Tiburones de La Guaira    | 1-9      | Scott Aldred        | Isaac Alleyne        |                 | 13-9  |
| 23 | 18-11-91 | Cardenales de Lara        | 1-8      | Wilson Álvarez      | Anthony Ward         |                 | 14-9  |
| 24 | 18-11-92 | Leones del Caracas        | 4-1      | Urbano Lugo         | Henrique Gomez       | Donald Strange  | 14-10 |
| 25 | 18-11-93 | Tigres de Aragua          | 3-6      | Omar Bencomo        | Brad Woodall         | Julio Machado   | 15-10 |
| 26 | 18-11-94 | Navegantes del Magallanes | 2-6      | Géremi Gonzalez     | Juan C. Pulido       |                 | 16-10 |
| 27 | 18-11-95 | Caribes de Anzoátegui     | 5-3      | Agustín Gomez       | Gerémi González      | Wilmer Montoya  | 16-11 |
| 28 | 18-11-96 | Pastora de Occidente      | 6-4      | José Villa          | Géremi Gonzalez      | Luis Lunar      | 16-12 |
| 29 | 18-11-97 | Tiburones de La Guaira    | 4-10     | José Solartre       | Mike Bovee           |                 | 17-12 |
| 30 | 18-11-98 | Navegantes del Magallanes | 11-8     | Johan Santana       | Anthony Fiore        | Dave Evans      | 17-13 |
| 31 | 18-11-99 | Pastora de Los Llanos     | 6-3      | Guillermo Larreal   | Brandon Duckworth    | S. Hernandez    | 17-14 |
| 32 | 18-11-00 | Tiburones de La Guaira    | 4-5      | Géremi Gonzalez     | Felipe Lira          | José Solarte    | 18-14 |
| 33 | 18-11-01 | Leones del Caracas        | 7-5      | Darwin Cubillan     | Blas Cedeño          |                 | 18-15 |
| 34 | 18-11-02 | Tiburones de La Guaira    | 5-12     | Yoel Hernández      | Steve Faltiesek      |                 | 19-15 |
| 35 | 18-11-03 | Navegantes del Magallanes | 4-3      | Rob Stanifer        | Julio Machado        | Pat Mahomes     | 19-16 |
| 36 | 18-11-04 | Cardenales de Lara        | 16-3     | Calvin Maduro       | Géremi Gonzalez      |                 | 19-17 |
| 37 | 18-11-05 | Pastora de Los Llanos     | 3-2      | Jason Stevenson     | Jeremy Cummings      | Alex Serrano    | 19-18 |
| 38 | 18-11-06 | Tigres de Aragua          | 2-5      | Jean Granado        | Josmir Romero        | Richard Garcés  | 20-18 |
| 39 | 18-11-07 | Navegantes del Magallanes | 8-2      | Yusmeiro Petit      | Vladimir Núñez       |                 | 20-19 |
| 40 | 18-11-08 | Cardenales de Lara        | 6-1      | Tracy Thorpe        | Jonathon Rouwenhorst | Roger Luque     | 20-20 |
| 41 | 18-11-09 | Caribes de Anzoátegui     | 5-8      | Yulman Ribeiro      | Óscar Álvarez        | Chris Hernández | 21-20 |
| 42 | 18-11-10 | Navegantes del Magallanes | 5-1      | Eric Junge          | Josh Schmidt         |                 | 21-21 |
| 43 | 18-11-11 | Bravos de Margarita       | 0-1      | Jean Granado        | Jossué Carreño       |                 | 22-21 |
| 44 | 18-11-12 | Tiburones de La Guaira    | 7-9      | Vidal Nuno          | Enrique Gonzalez     |                 | 23-21 |
| 45 | 18-11-13 | Tiburones de La Guaira    | 6-2      | Jesús Delgado       | Roy Merrit           |                 | 23-22 |
| 46 | 18-11-14 | Navegantes del Magallanes | 4-5      | Diego Moreno        | Yoel Hernández       |                 | 24-22 |
| 47 | 18-11-15 | Leones del Caracas        | 6-1      | Miller Diaz         | Stephen Fife         |                 | 24-23 |
| 48 | 18-11-16 | Bravos de Margarita       | 7-5      | Omar Bencomo        | Shairon Martis       |                 | 24-24 |
| 49 | 18-11-17 | Caribes de Anzoátegui     | 3-6      | Trevor Frank        | Yeiper Castillo      | Arcenio León    | 25-24 |
| 50 | 18-11-18 | Tigres de Aragua          | 4-0      | Guillermo Moscoso   | Logan Durán          |                 | 25-25 |
| 51 | 18-11-19 | Tiburones de La Guaira    | 3-10     | Ramón García        | José Rodriguez       |                 | 26-25 |
| 52 | 18-11-21 | Tiburones de La Guaira    | 7-8      | Silvino Bracho      | Aldry Acosta         |                 | 27-25 |
| 53 | 18-11-22 | Navegantes del Magallanes | 4-3      | Eduard Bazardo      | Silvino Bracho       | Bruce Rondón    | 27-26 |
| 54 | 18-11-23 | Tigres de Aragua          | 1-3      | Carlos Betancourt   | Guillermo Moscoso    | Silvino Bracho  | 28-26 |
| 55 | 18-11-24 | Tiburones de La Guaira    | 4-8      | Gustavo Rodriguez   | Luis Arejula         | Simón Muzziotti | 29-28 |

## Tabla de encuentros contra Águilas
| Pos | Equipo                    | J  | G  | P  |
| --- | ------------------------- | -- | -- | -- |
| 1   | Tiburones de La Guaira    | 13 | 2  | 12 |
| 2   | Navegantes del Magallanes | 11 | 6  | 5  |
| 3   | Cardenales de Lara        | 7  | 3  | 4  |
| 4   | Leones del Caracas        | 7  | 6  | 1  |
| 5   | Tigres de Aragua          | 7  | 3  | 4  |
| 6   | Pastora de Los Llanos     | 3  | 3  | 0  |
| 7   | Caribes de Anzoátegui     | 3  | 1  | 2  |
| 8   | Bravos de Margarita       | 2  | 1  | 1  |
| 9   | Llaneros de Portuguesa    | 1  | 0  | 1  |
|     | Total                     | 55 | 26 | 29 |

- Datos: Q5775378